# Arhitektura u 1686.
◄◄ | ◄ | 1683. | 1684. | 1685. | 1686.  | 1687. | 1688. | 1689. | ► | ►►
Arhitektura • Astronomija • Biologija • Glazba • Kazalište • Kemija • Kiparstvo • Knjige • Književnost • Kršćanstvo • Medicina • Politika • Pravo • Promet • Slikarstvo • Znanost
Arhitektura u 1686.

## Hrvatska i u Hrvata

### Zgrade i druge građevine
- Dovršetak gradnje Palače Radošević u Hvaru (započeta 1670.)

## Vanjske poveznice
|  | Zajednički poslužitelj ima još gradiva o temi Arhitektura u 1680-im |